# اکسپو ۲۰۱۰

نشان اکسپو ۲۰۱۰

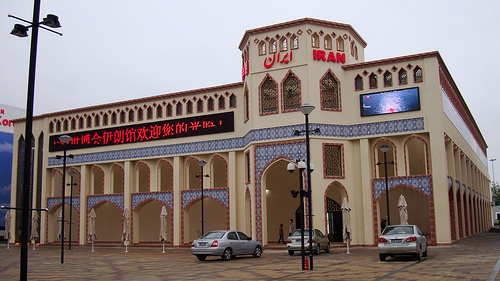
پاویون ایران در نمایشگاه اکسپو ۲۰۱۰

اکسپو ۲۰۱۰ یا نمایشگاه جهانی ۲۰۱۰ شانگهای چین از ۱ مه تا ۳۱ اکتبر در شانگهای چین برگزار شد. این نمایشگاه بخشی از نمایشگاه جهانی بود که هر ۵ سال در کشورهای مختلف برپا می‌شود. نمایشگاه با شعار «شهر بهتر-زندگی بهتر» و با نگاهی به آینده شهر شانگهای بعنوان بزرگترین شهر دنیا در آینده آغاز به کار کرد. این نمایشگاه گران‌ترین نمایشگاه در تاریخ جهان بود. فضای اختصاص داده شده به این نمایشگاه دو برابر کشور موناکو (۵٫۳ کیلومتر مربع) و هزینه آن طبق گفته مقامات دولتی بالغ بر ۴٫۲ میلیار دلار می‌باشد.
این نمایشگاه در تاریخ ۳۱ اکتبر ۲۰۱۰ به کار خود پایان داد.

## نگارخانه

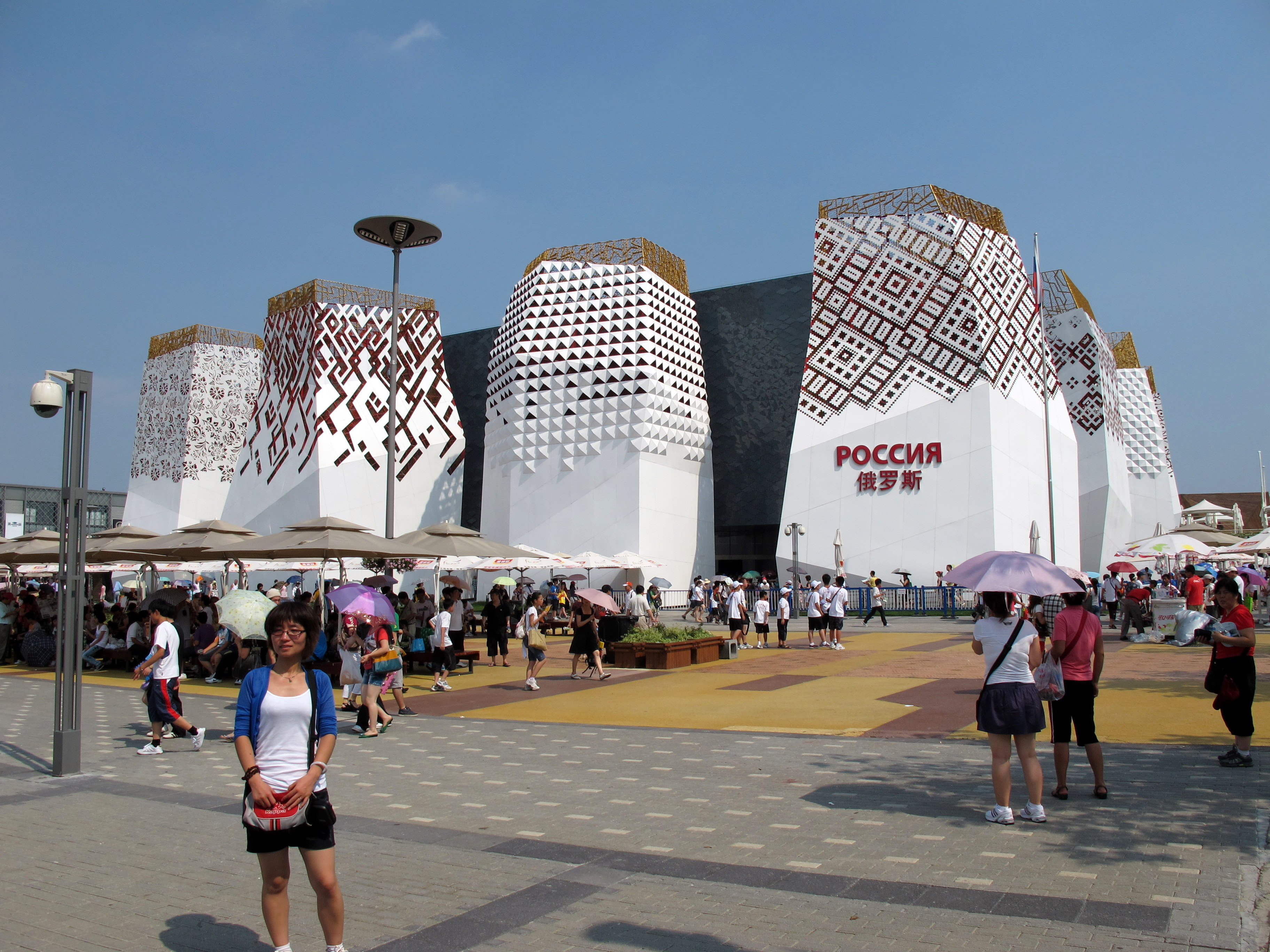
پاویون روسیه
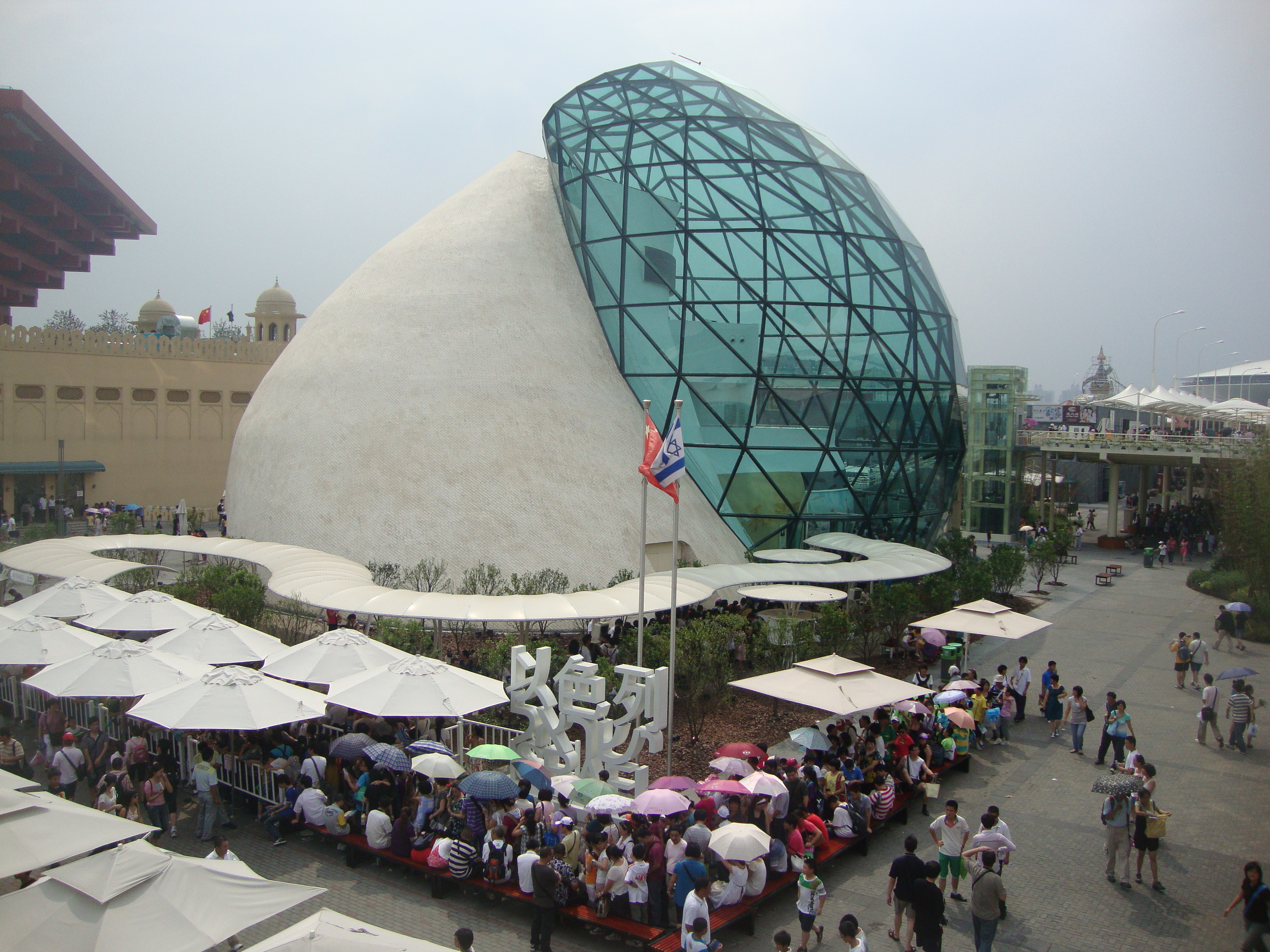
پاویون اسرائیل
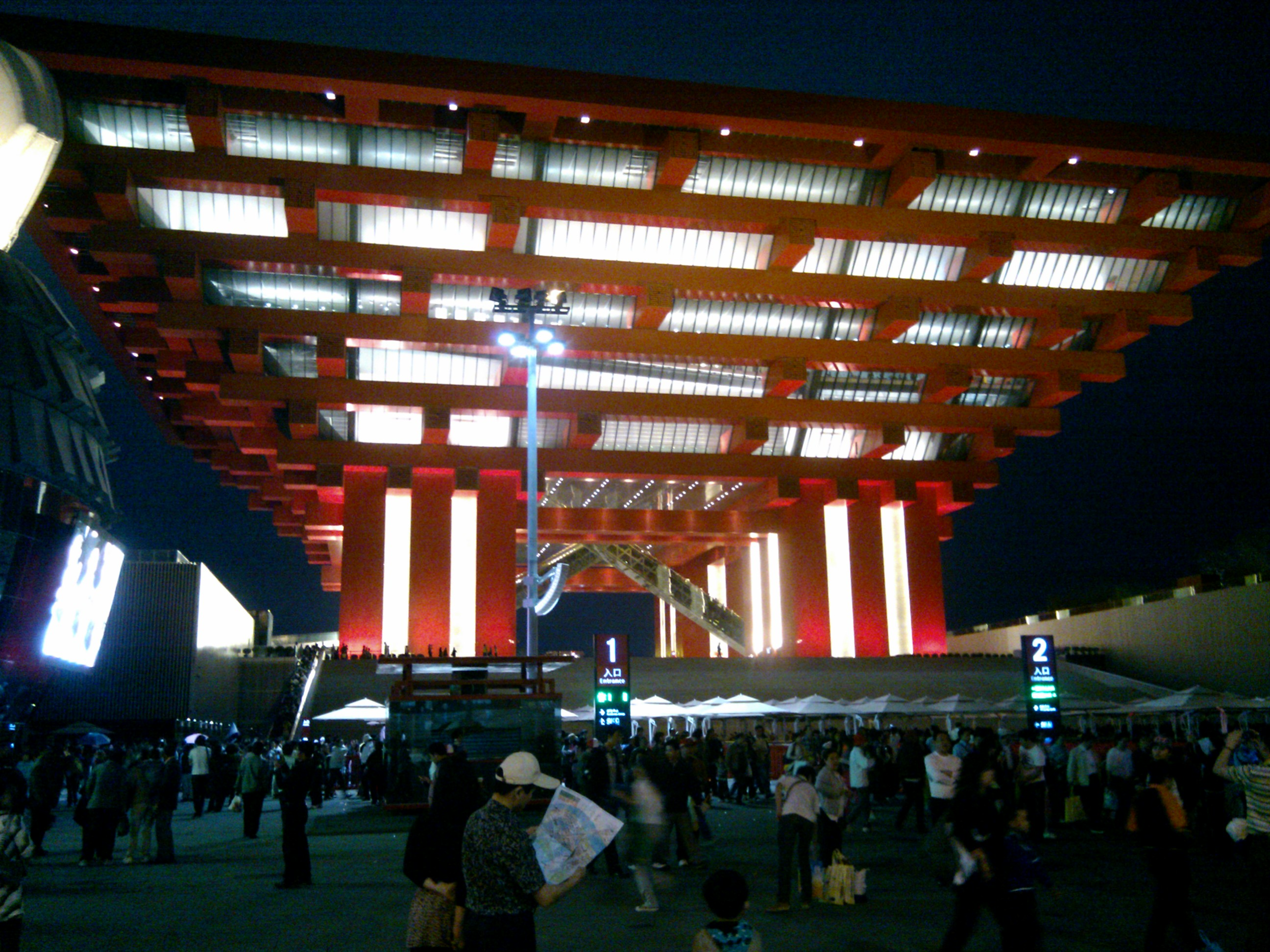
پاویون چین
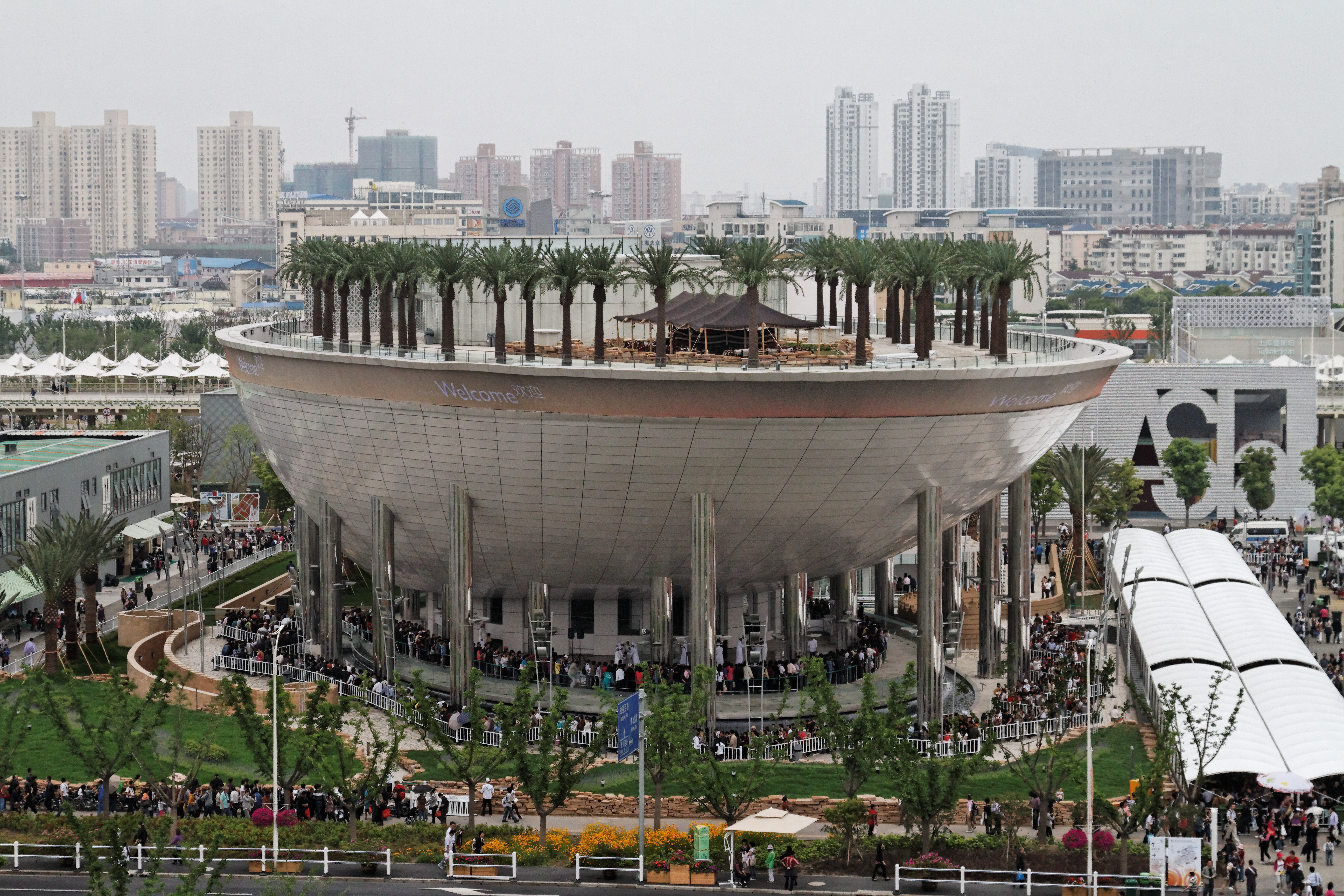
پاویون عربستان سعودی
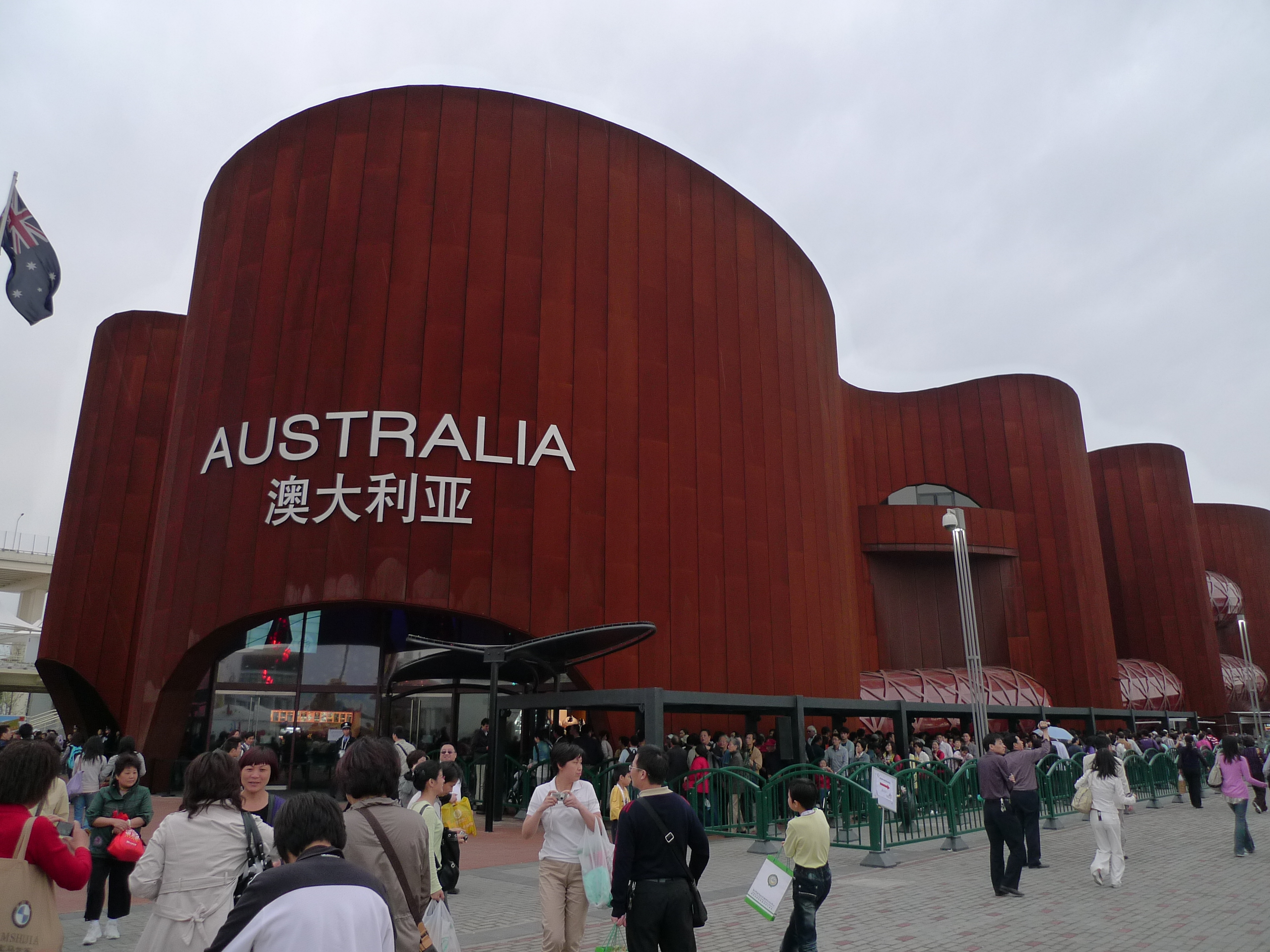
پاویون استرالیا
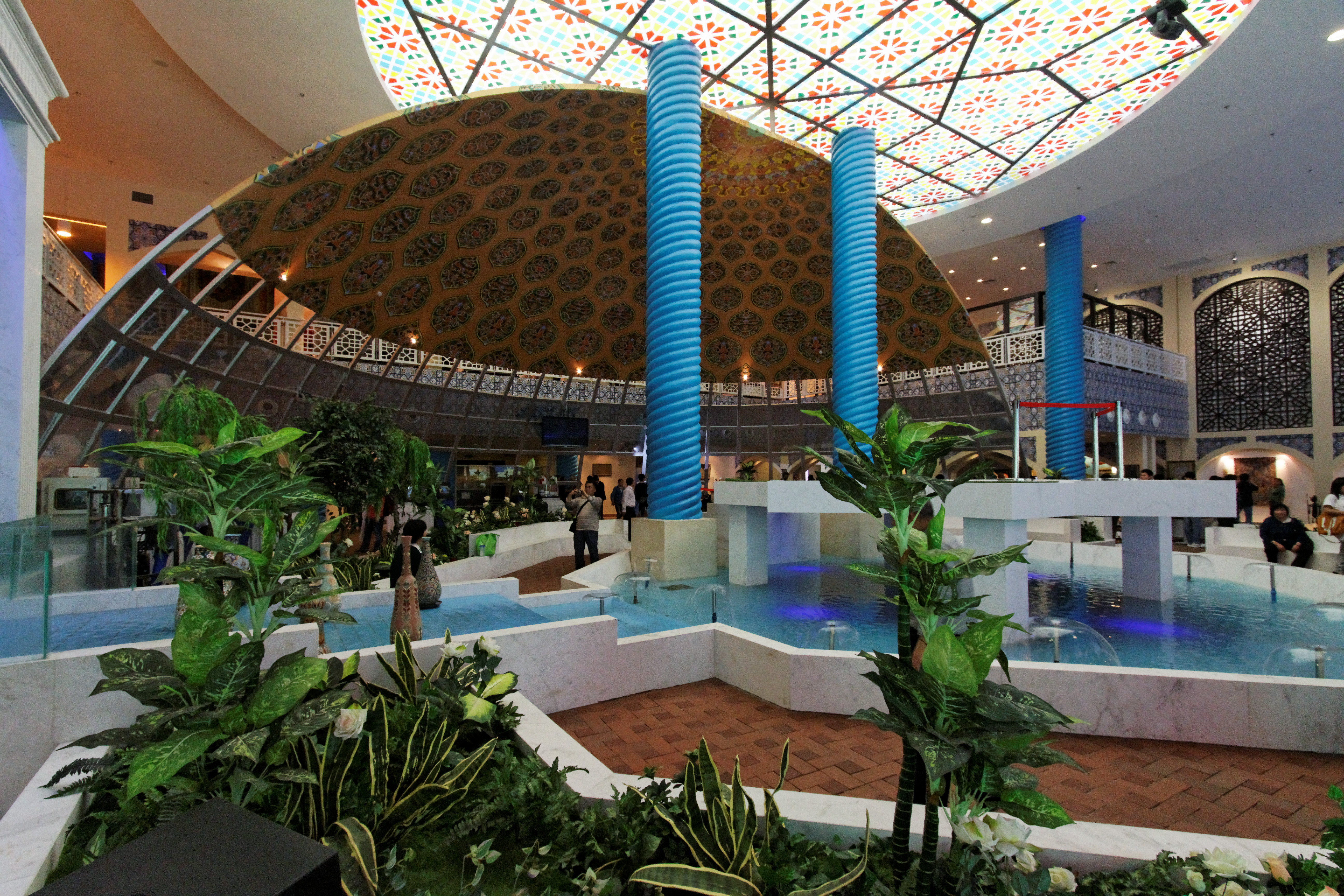
پاویون ایران
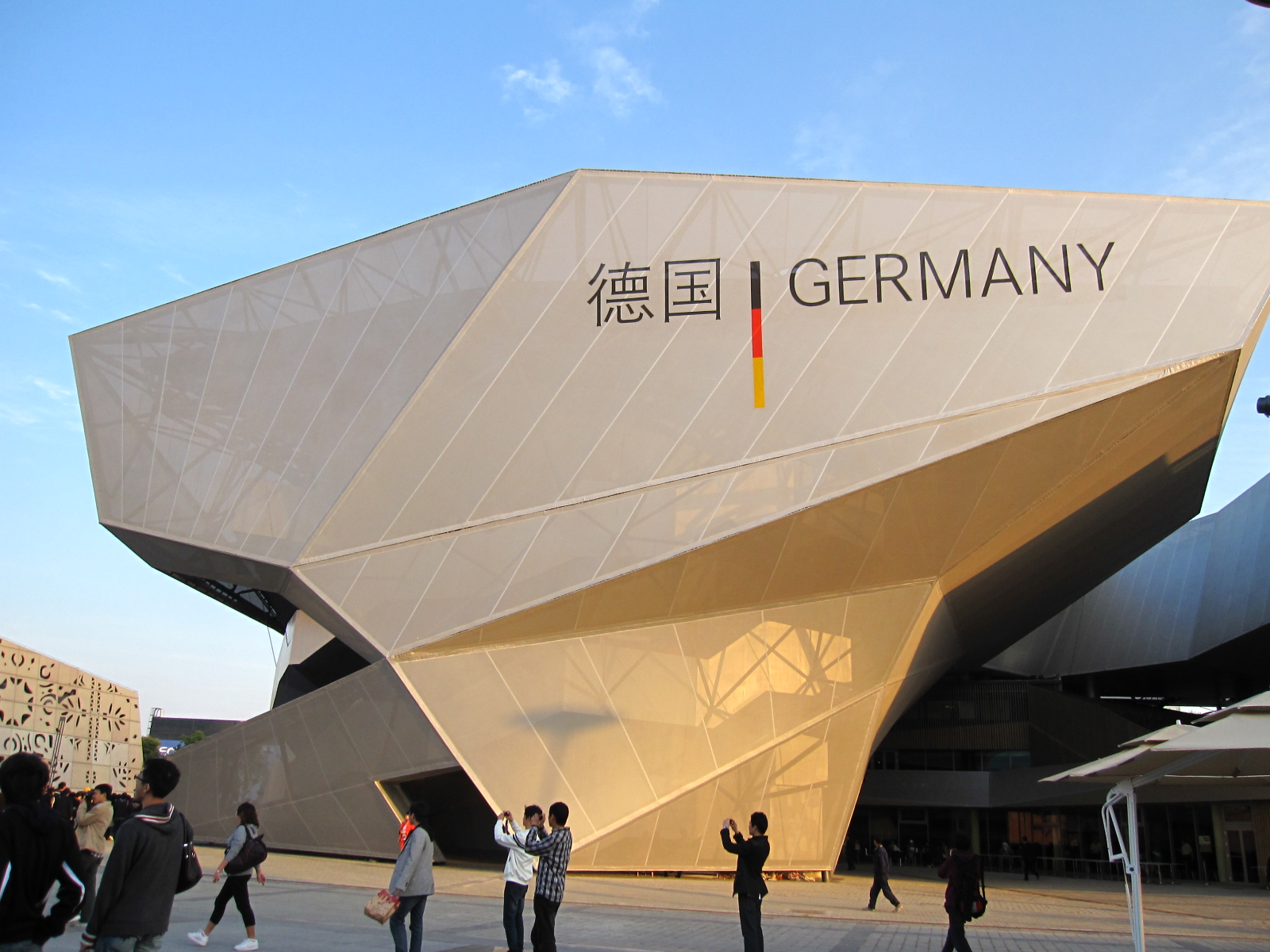
پاویون آلمان
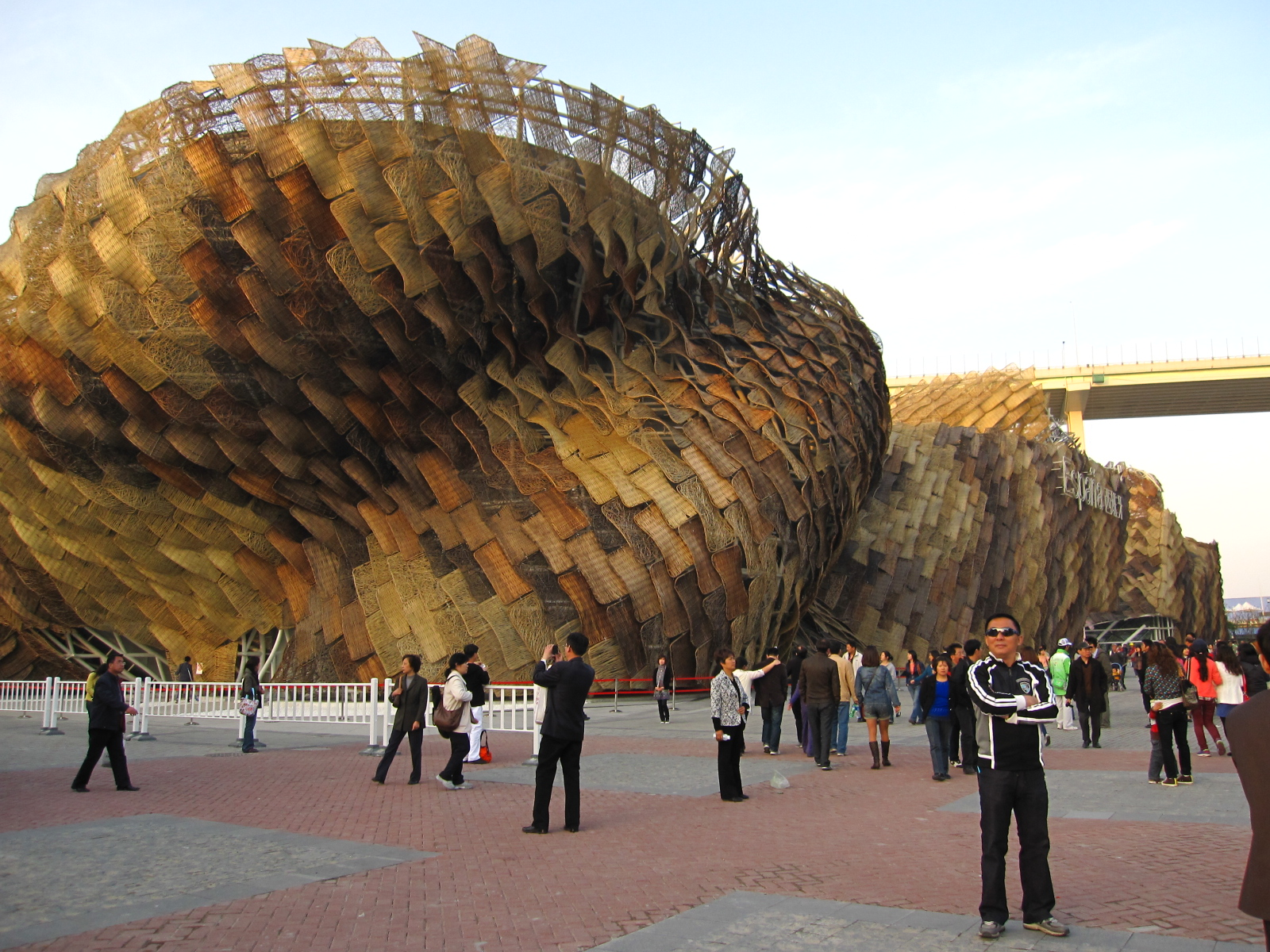
پاویون اسپانیا
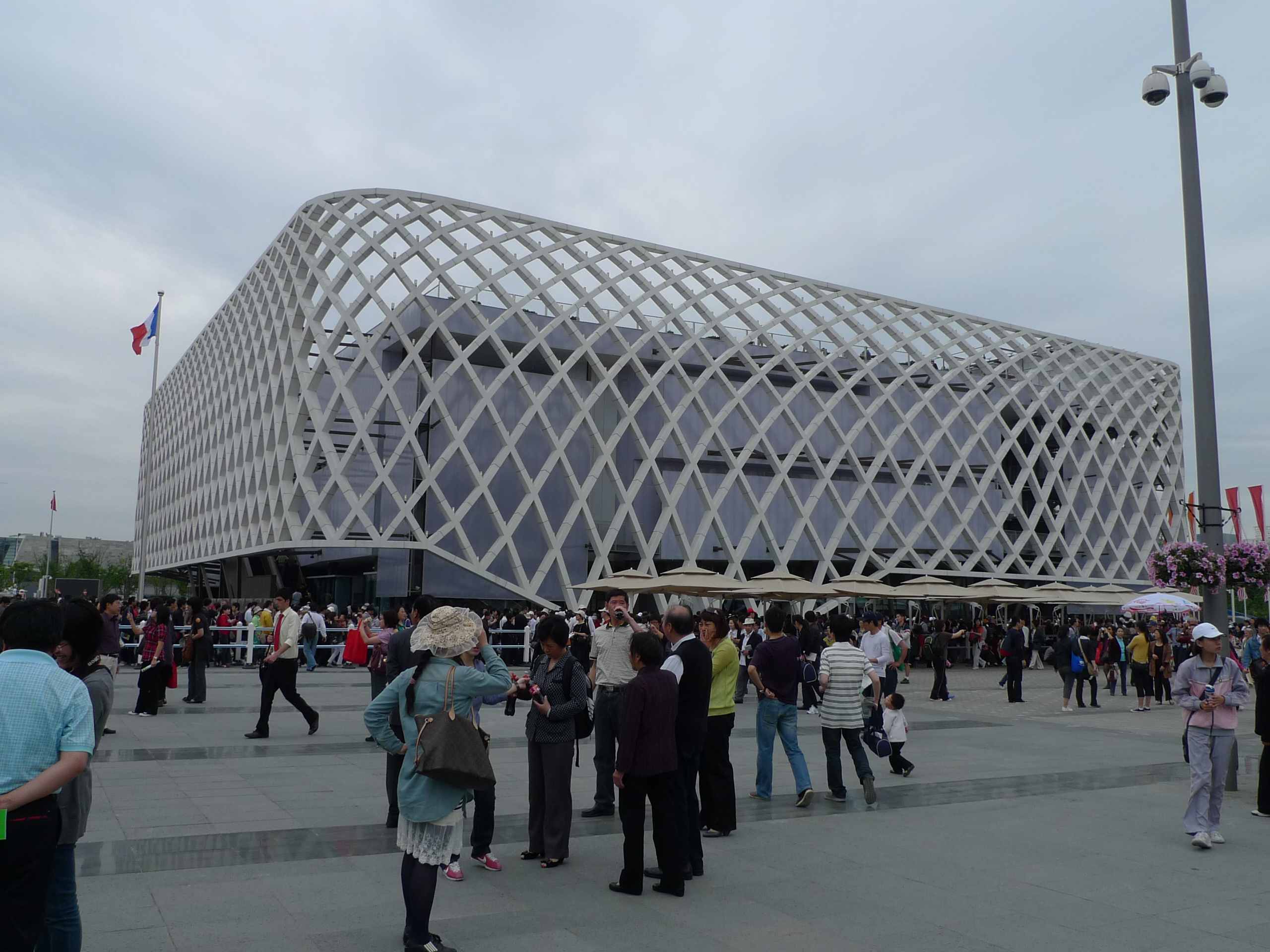
پاویون فرانسه
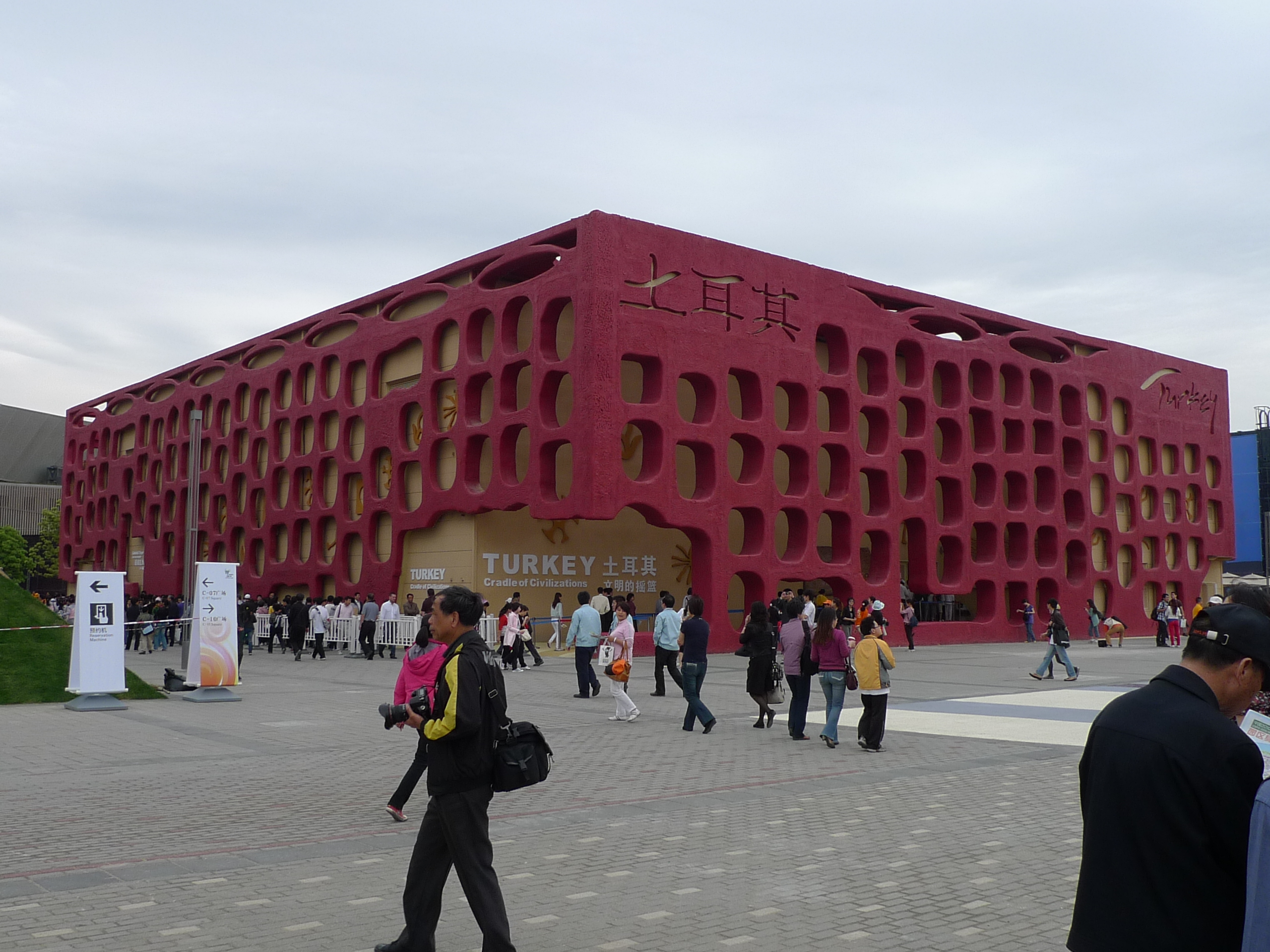
پاویون ترکیه
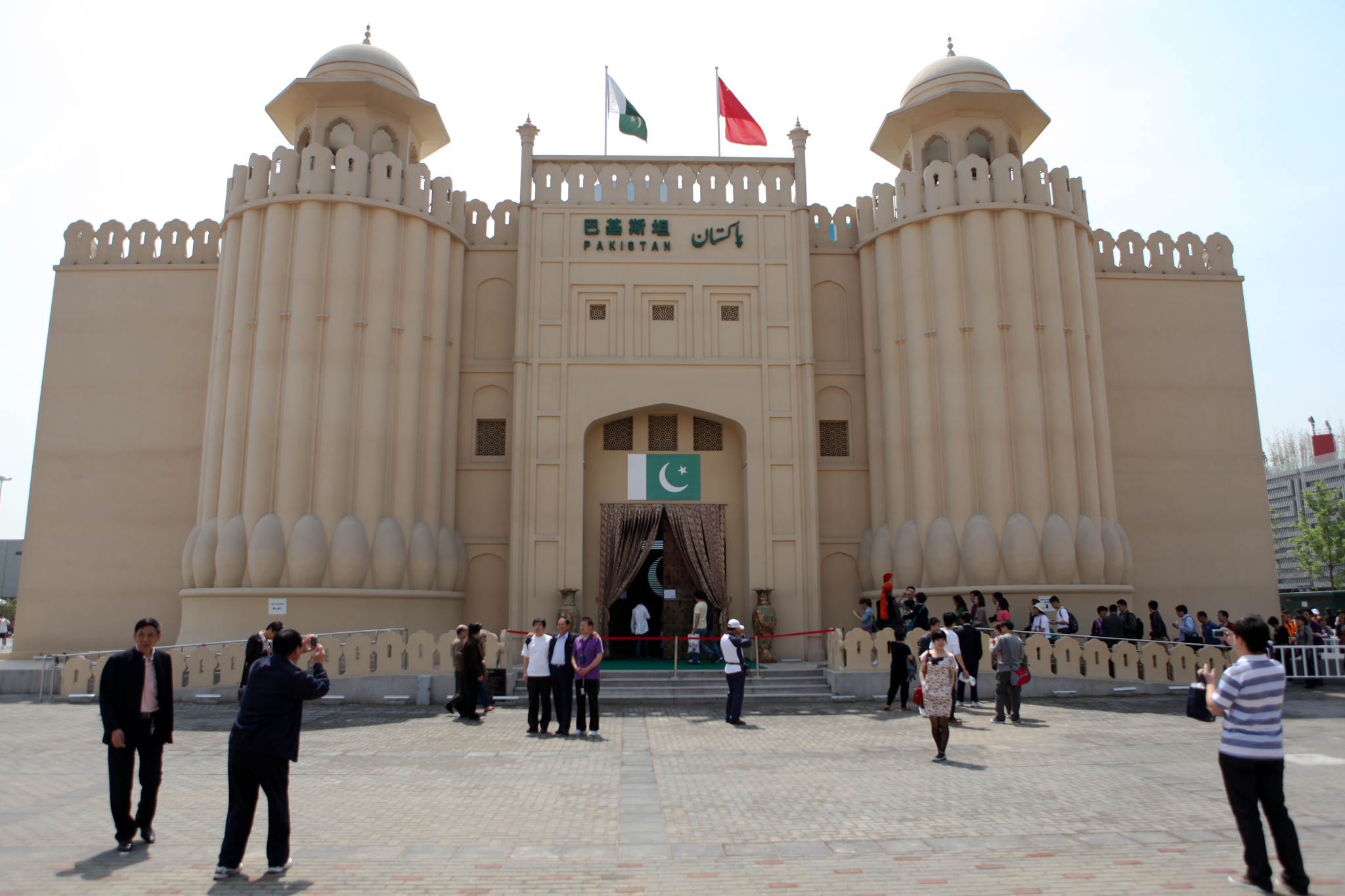
پاویون پاکستان
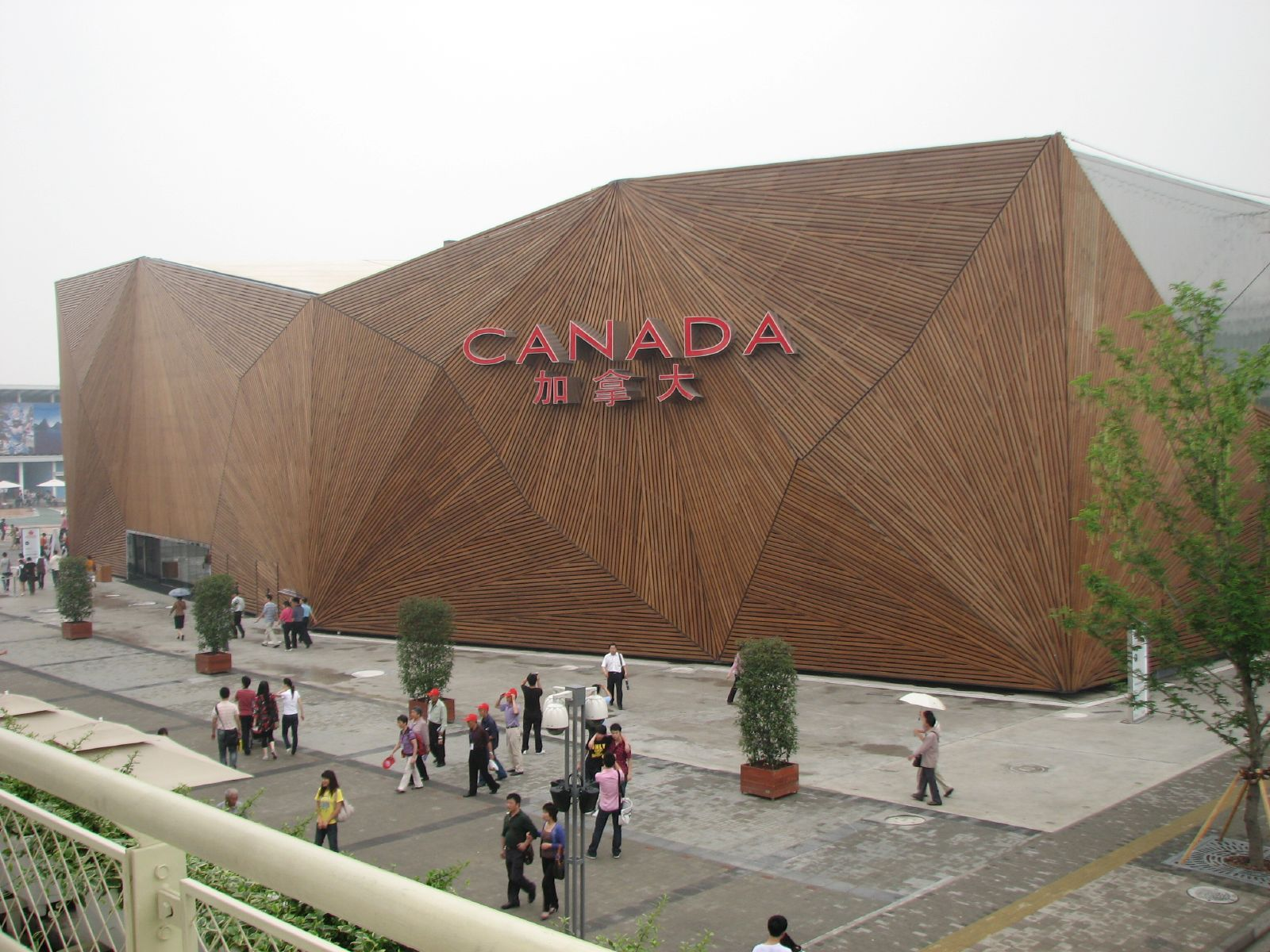
پاویون کانادا
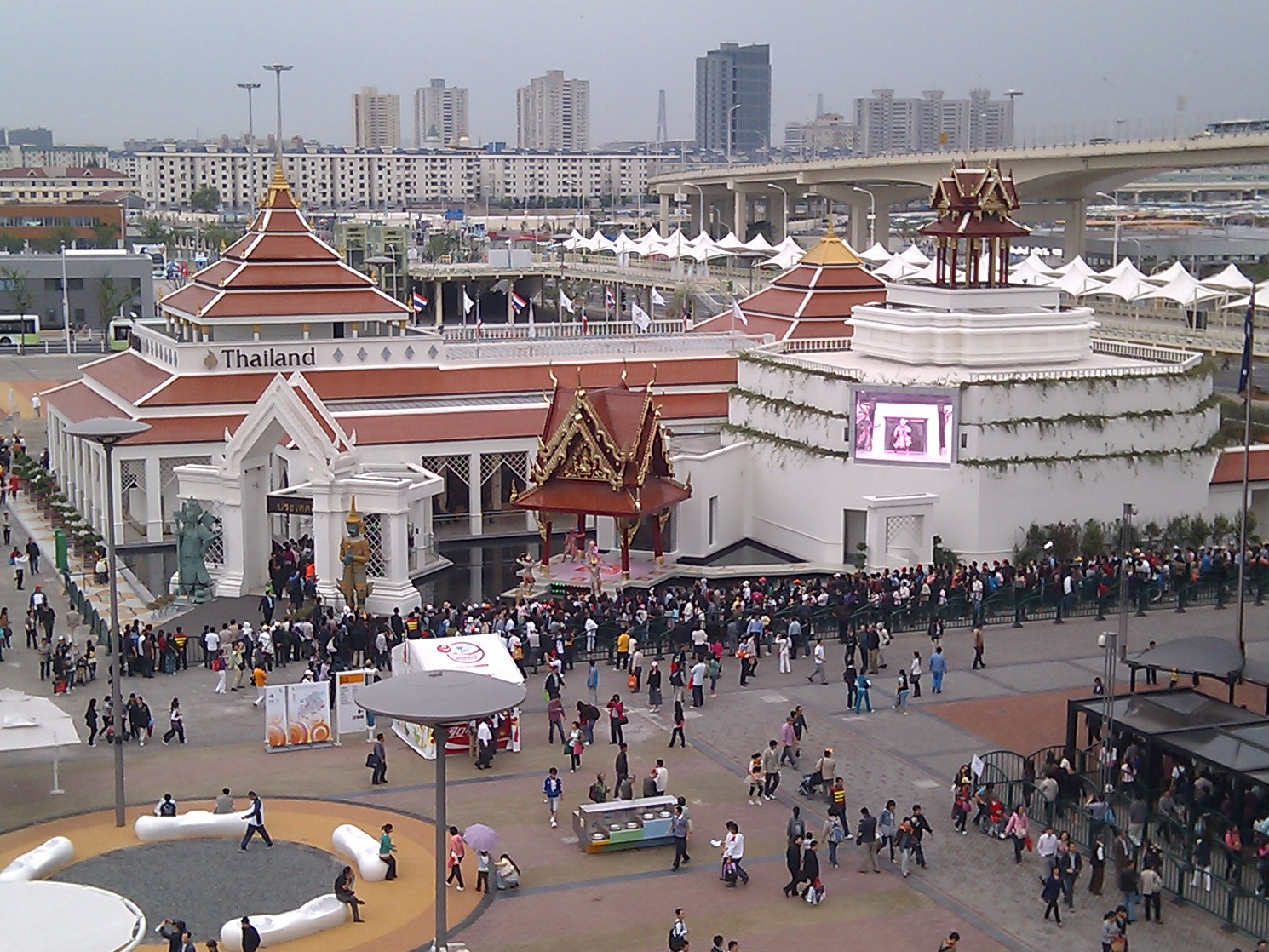
پاویون تایلند
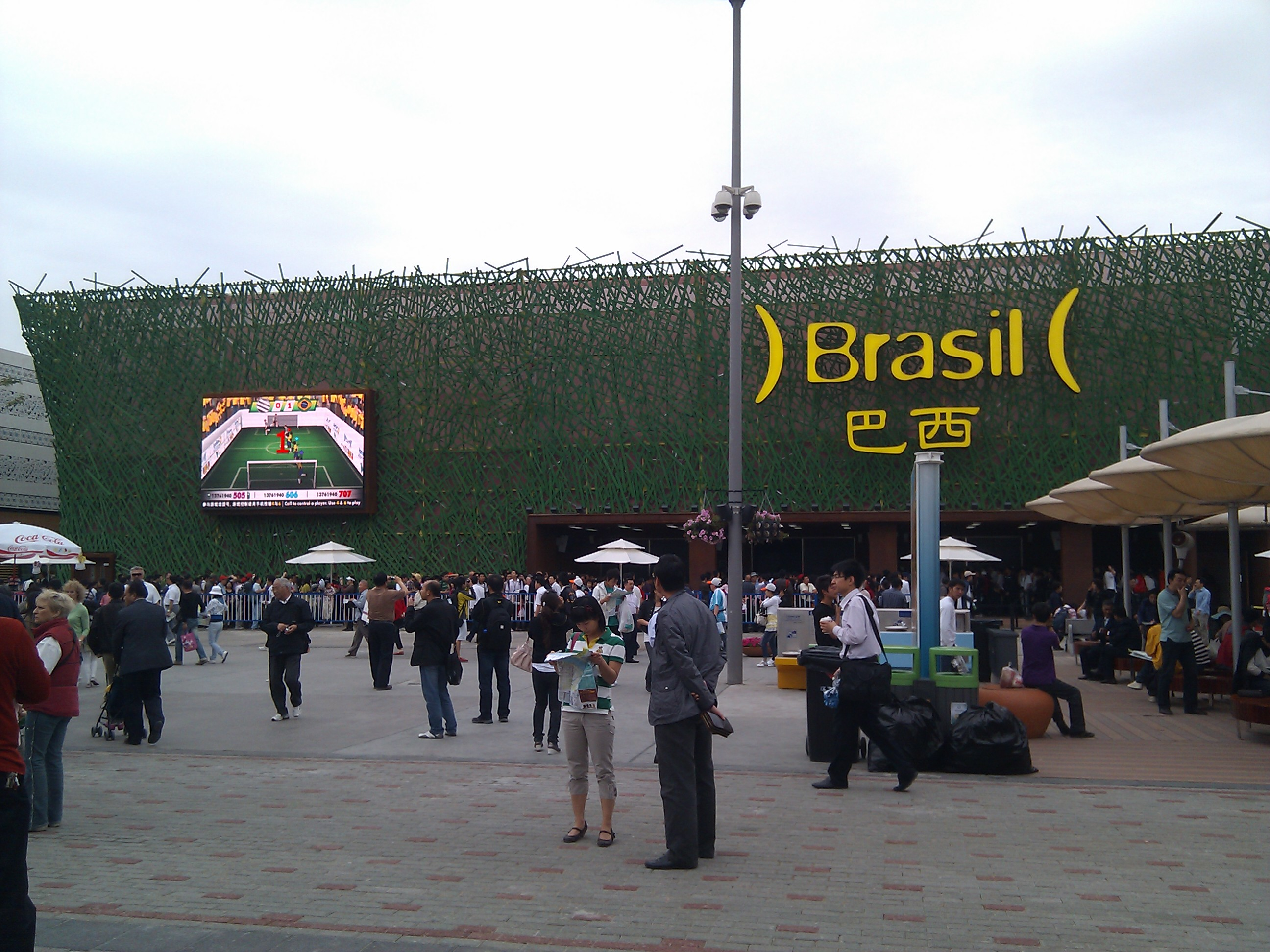
پاویون برزیل
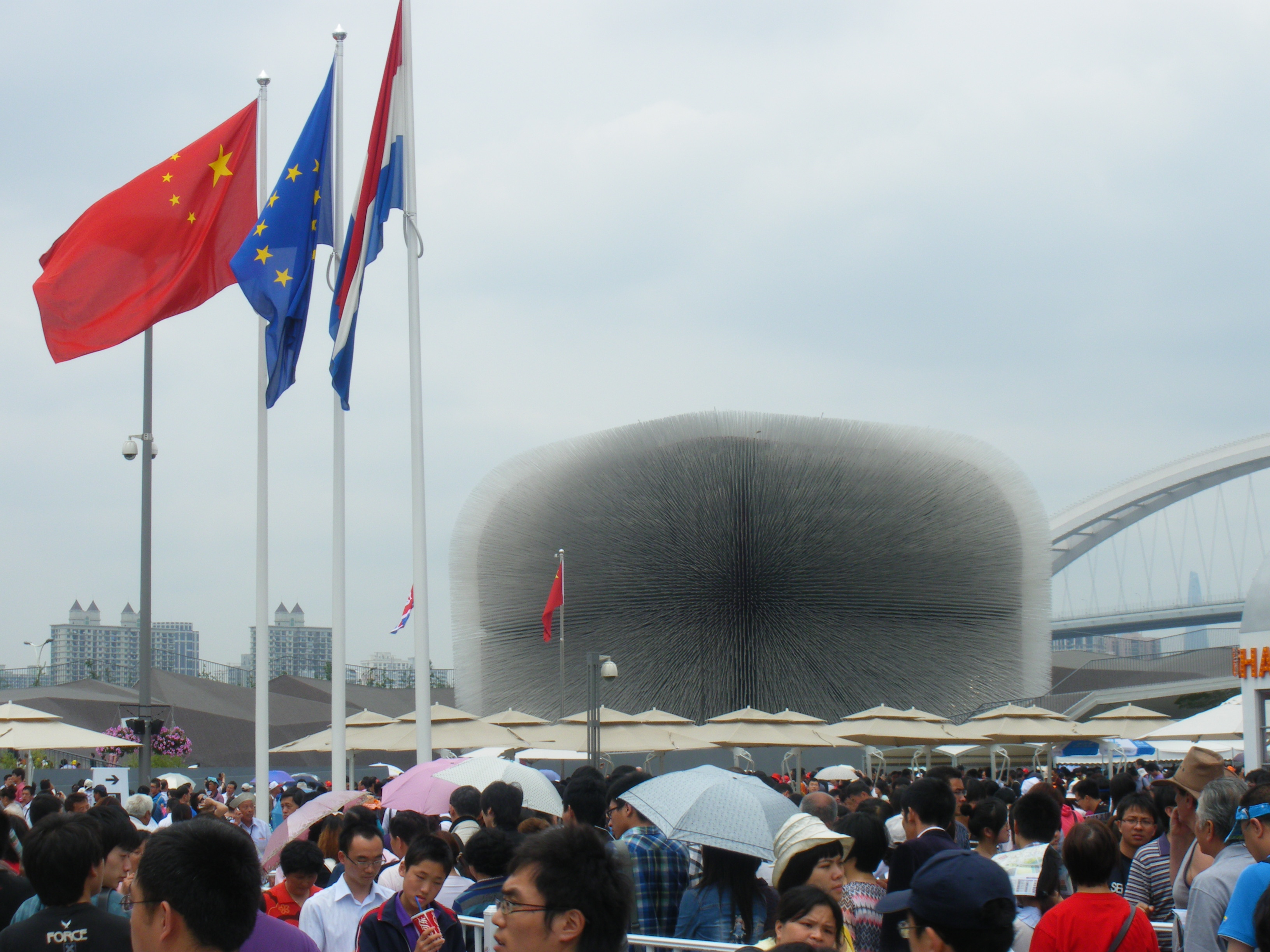
پاویون بریتانیا
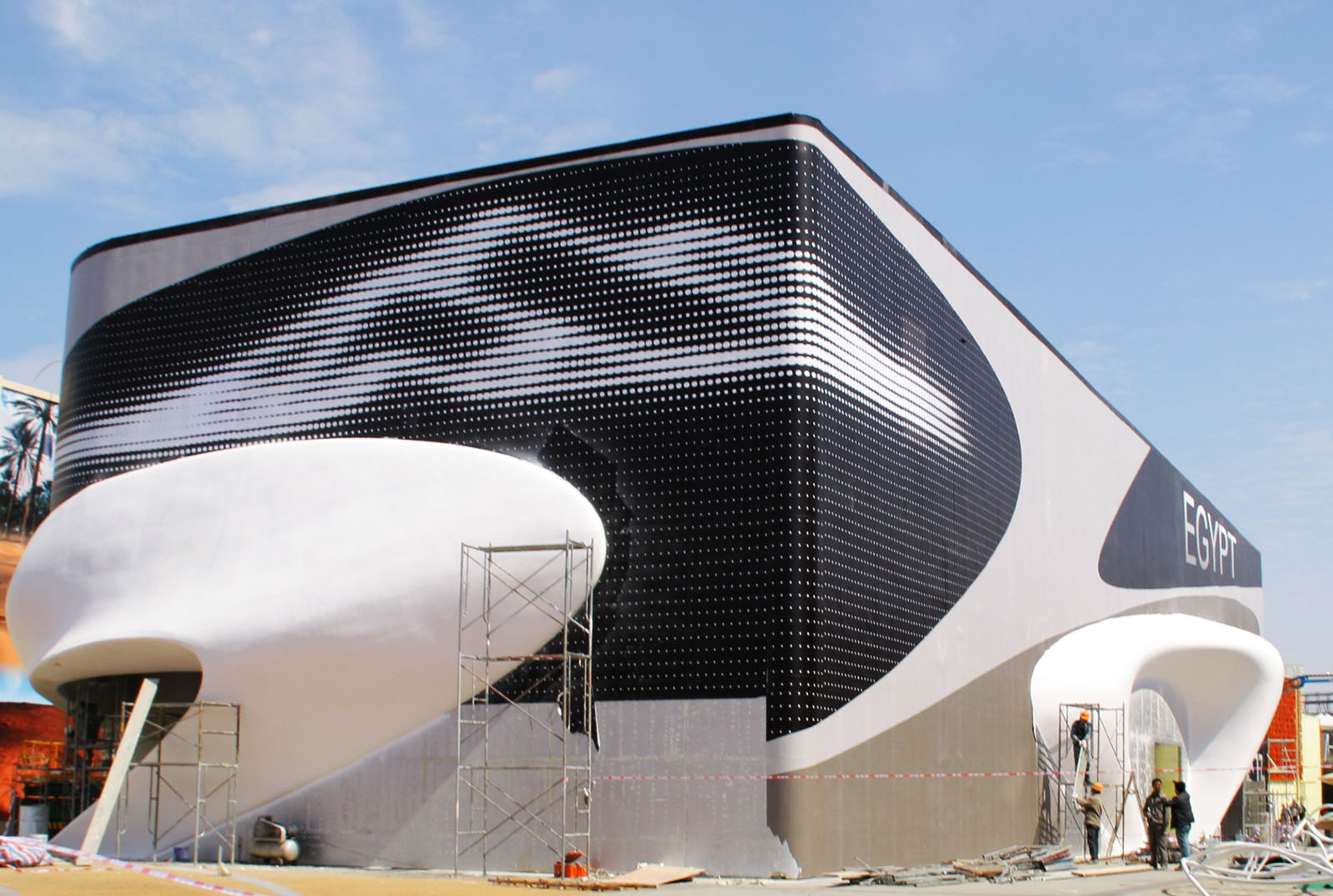
پاویون مصر
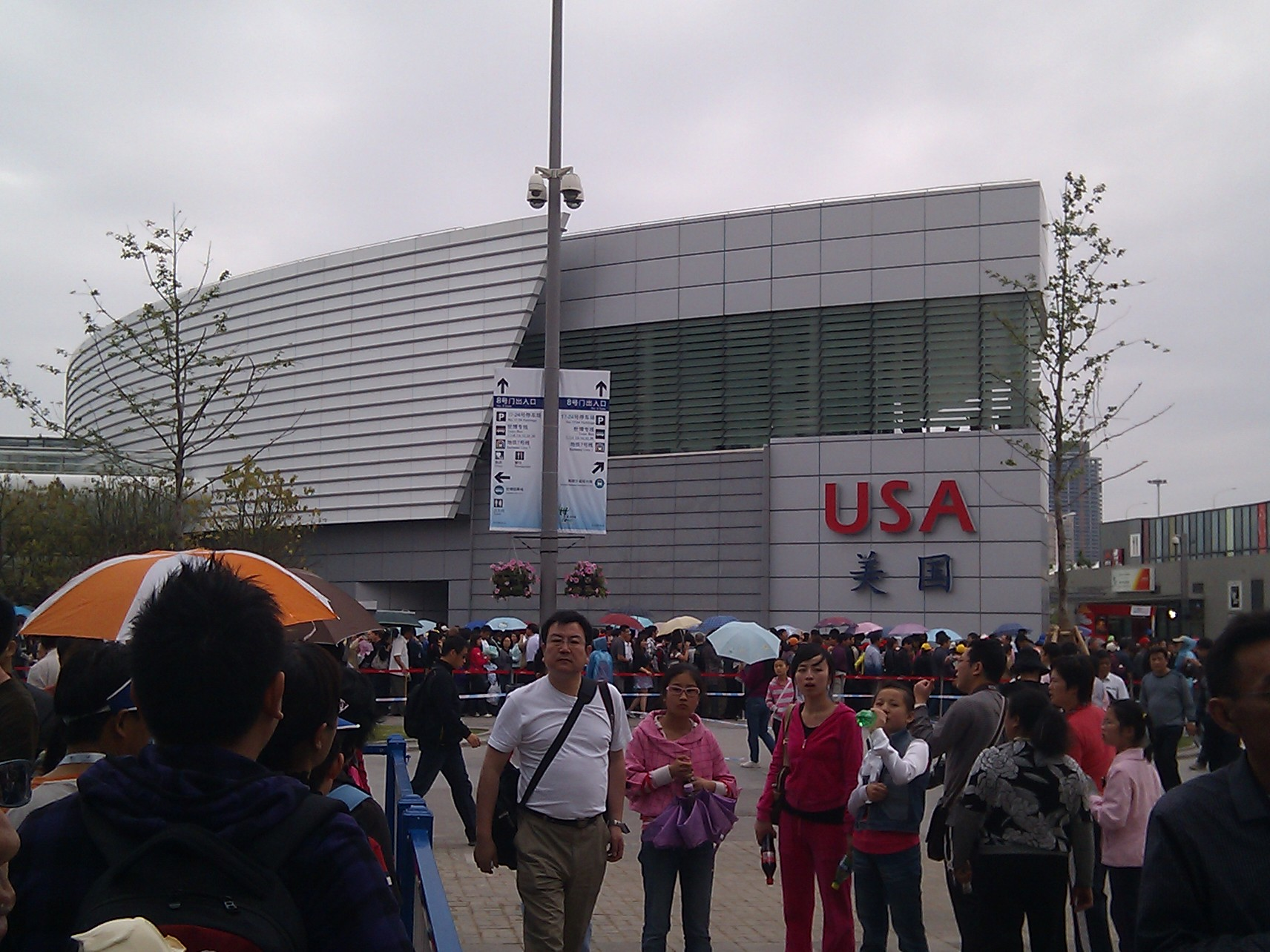
پاویون آمریکا
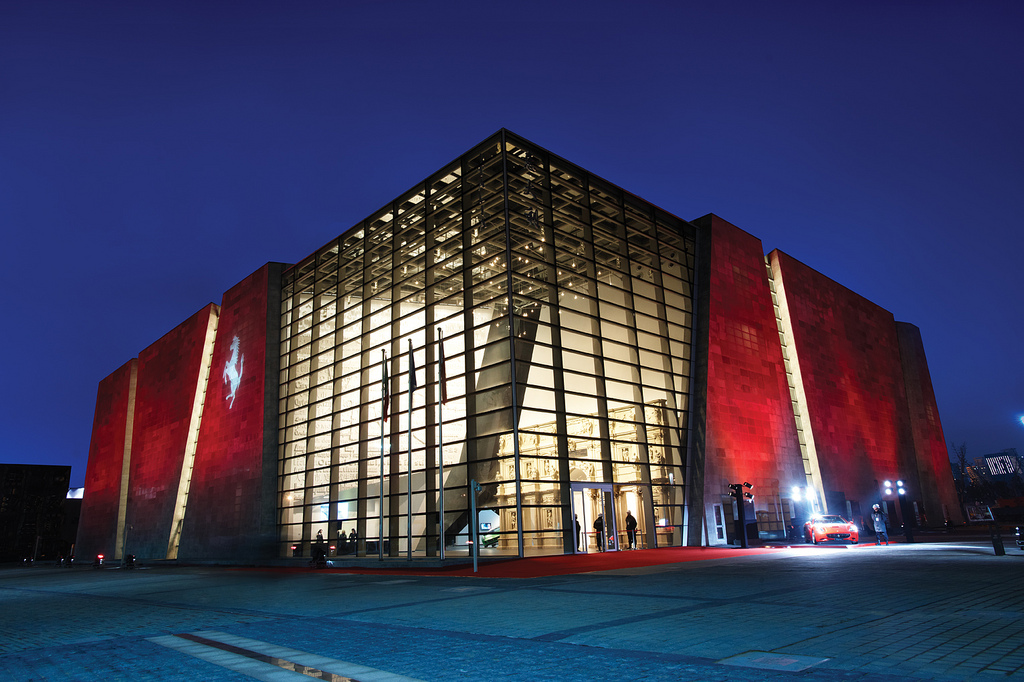
پاویون ایتالیا